# Genista silana
La ginestra della Sila (Genista silana Brullo, Gangale & Spamp., 2002) è una pianta della famiglia delle Fabacee, endemica della Calabria.

## Tassonomia
In passato questa entità era attribuita a Genista anglica, specie con areale atlantico, assente nel resto d'Italia.